# Silixen

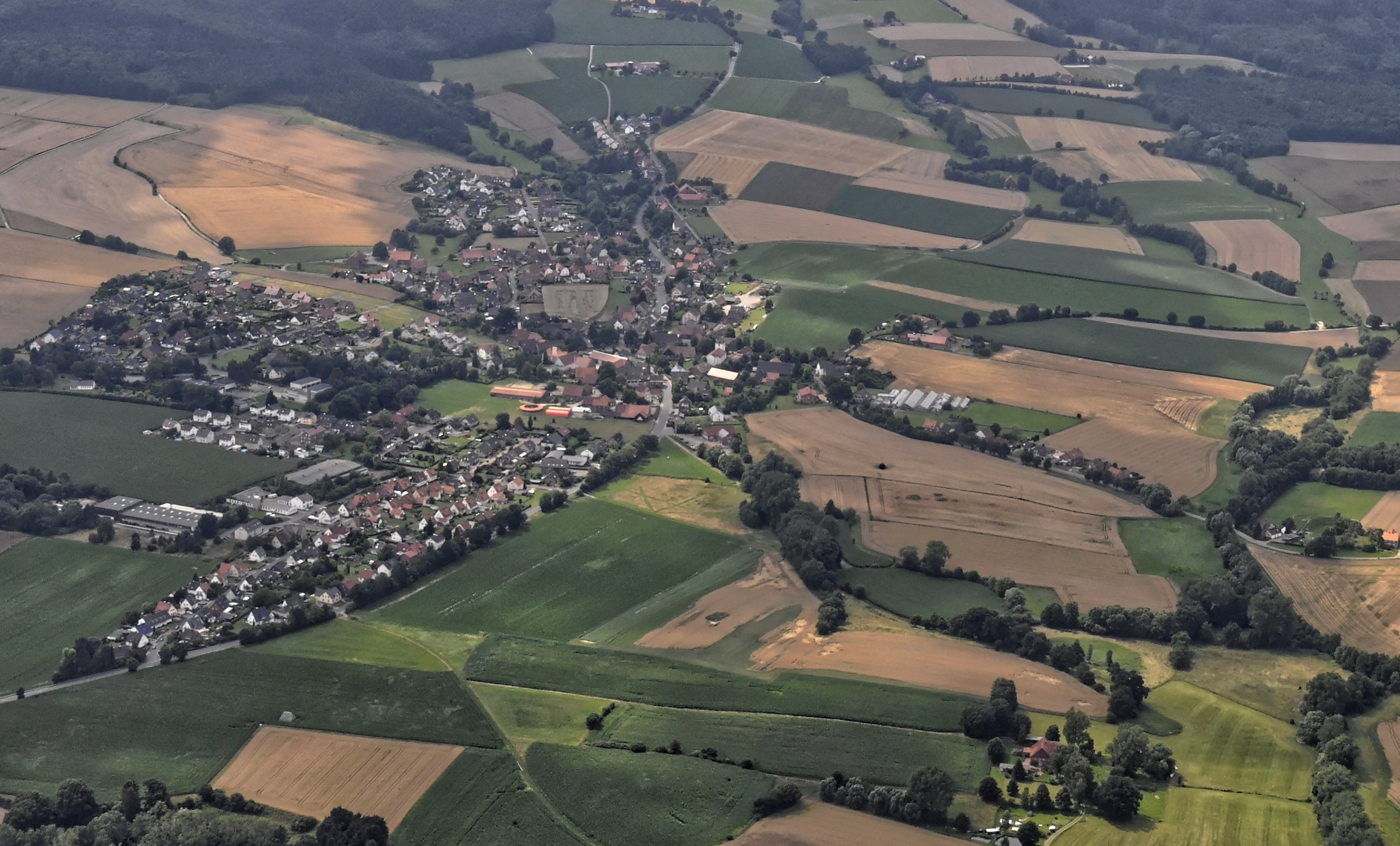
Silixen aus der Luft

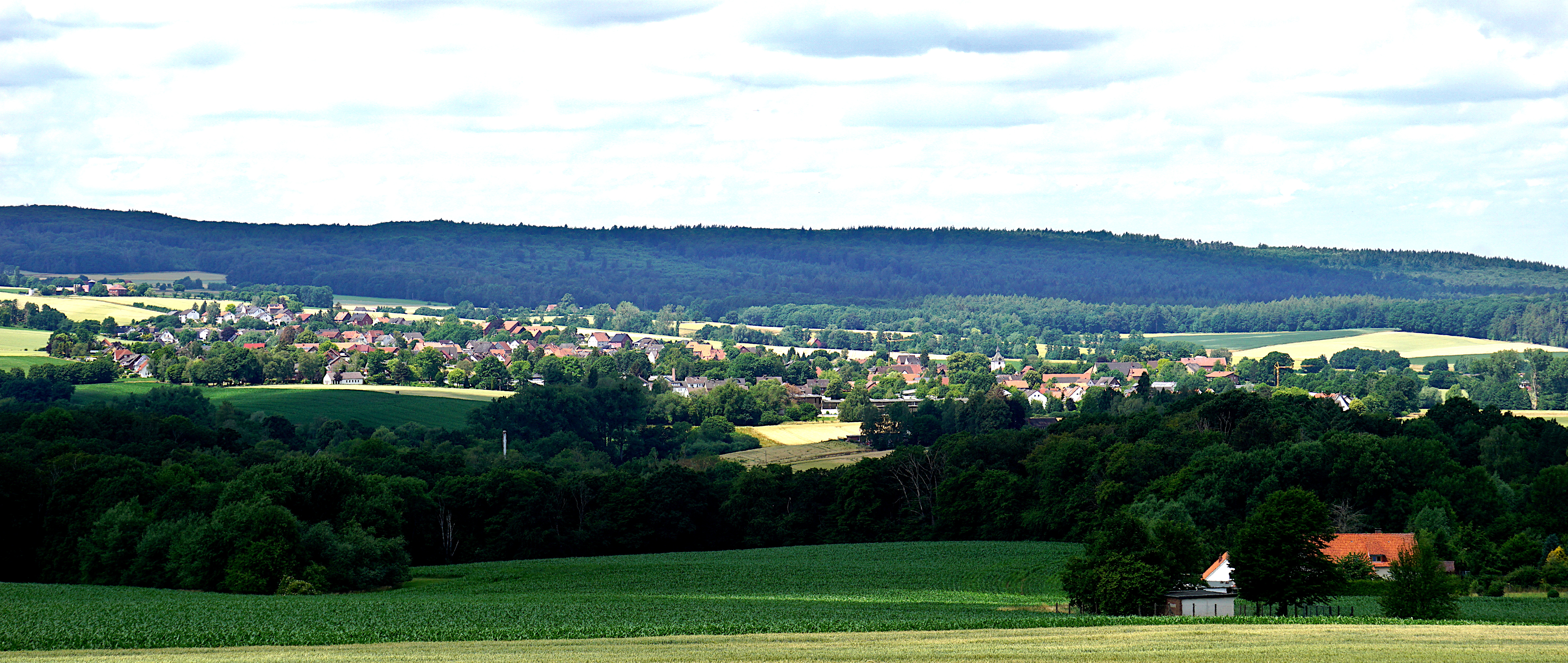
Silixen von Süden aus gesehen

Silixen ist ein Ortsteil der lippischen Gemeinde Extertal im Kreis Lippe in Nordrhein-Westfalen. Die Ortschaft hat 1.322 Einwohner (Stand 31. Dezember 2023) und liegt im Norden des Gemeindegebiets an der Stadtgrenze zu Rinteln nahe der Weser.
Sie liegt auf einer Höhe von etwa 110 Metern über Normalnull (Ortsmitte) und damit gut 20 Höhenmeter oberhalb der Exter, die östlich an dem Ort vorbeifließt. Teile Silixens gehörten bis in die 1970er Jahre zu Rinteln; die Ortsvorwahl ist bis heute die der angrenzenden Weserstadt.

## Geschichte
Auch wenn der Ort wohl deutlich älter sein dürfte, wurde Silixen 1267 als Silexen erstmals urkundlich erwähnt.
Folgende Schreibweisen sind im Laufe der Jahrhunderte ebenfalls belegt: Silikessen (1277), Silekessen (1291), Silikessen (1322), Silexen (1344), Sylixen (1361), Silexen und Silixen (1459), Silexen (1465, im Güterverzeichnis Möllenbeck), Zelxen (1469), Silixen (1470, im Güterverzeichnis Möllenbeck), Sylexenn (1545, im Landschatzregister) sowie Silixen ab 1758.

### 20. Jahrhundert
Die ehemals selbständige Gemeinde schloss sich mit elf weiteren Gemeinden am 1. Januar 1969 aufgrund des Lemgo-Gesetzes im Rahmen der Gebietsreform zur Großgemeinde Extertal zusammen.

### Einwohnerentwicklung
| Jahr      | 1860 | 1939 | 1962 | 2018 |
| Einwohner | 615  | 659  | 1108 | 1386 |
| --------- | ---- | ---- | ---- | ---- |

## Verkehr
Am östlichen Ortsrand vorbei verläuft die Extertalstraße (Landesstraße 435). In Bad Eilsen, nahe Rinteln, befindet sich der nächste Autobahnanschluss der Bundesautobahn 2.
An der Ortschaft vorbei führte die heute nicht mehr im Personenverkehr betriebene Extertalbahn, an der Silixen eine eigene Bahnstation besaß. Der ÖPNV wird heute durch Linienbusse sichergestellt, ein vergünstigster Bustarif in das angrenzende Rinteln wird den Dorfbewohnern angeboten. Personenbahnhöfe befinden sich in Rinteln und Lemgo.
Der nächste internationale Flughafen ist der Flughafen Hannover.

## Landschaftsbild
Die weitgehend intakte Naturlandschaft mit den Ausläufern des sogenannten Heidelbecker Holzes und angrenzend an den Rintelner Staatsforst ist jüngst durch den geplanten Bau von weiteren Windrädern gefährdet. Im September 2016 stimmte der Gemeinderat einstimmig für einen neuen Flächennutzungsplan mit Konzentrationsgebiet in Silixen. Die Lokalpresse äußerte sich kritisch über den Verlauf und die Transparenz des Verfahrens; nachdem der Planungsausschuss noch im Mai 2016 mehrheitlich gegen den Vorschlag, eine knapp 14 Hektar große Fläche nördlich des Extertaler Ortsteils zur Konzentrationszone für Windräder zu machen, votiert hatte, stimmte er im September des Jahres einstimmig dafür.
Im März 2019 schließlich stimmte der gleiche Gemeinderat einstimmig gegen die Errichtung von Windrädern in den Gebieten von Friedenstal und Wiesental. Im Sommer 2019 kam es zu einer Bürgerversammlung mit hunderten Teilnehmern, der ersten in der Geschichte des Dorfes. Sie wurde veranstaltet von der Bürgerinitiative Gegenwind. Das Wiesental in Silixen ist nunmehr eines von wenigen Gebieten in Extertal, die eine weitgehend intakte, geschützte Kulturlandschaft vorweisen können. Der Rotmilan ist hier ebenso zu finden wie die Feldlerche, der Vogel des Jahres 2019.

## Struktur
Der Ortskern Silixens gruppiert sich rund um die Kreuzung der Kreisstraßen 45 und 46, deren Umfeld als solcher im Besonderen gestaltet ist. Der offizielle Name dieses Platzes lautet „Bauernstelle“. Er wird neben der Bushaltestelle insbesondere durch den frei stehenden Torbogen eines ehemaligen Silixer Bauernhauses geprägt.
Unmittelbar an diesem Ortszentrum finden sich ein genossenschaftlich organisiertes Lebensmittelgeschäft mit Café, ein Imbisslokal, Kiosk mit Postagentur, Friseursalon und ein indirekter Zugang zum Dietrich-Bonhoeffer-Haus der ev. ref. Kirchengemeinde.
Ein zweites, dezentrales Zentrum wird östlich des Ortskernes durch das Dorfgemeinschaftshaus, das auch eine kleine Bücherei beherbergt, und das Feuerwehrhaus gebildet. Deren Vorplatz ziert eine Sängerlinde des örtlichen, mehr als 125 Jahre alten Männergesangvereins.
Ein markantes Bauwerk innerhalb des Ortskerns ist die Kirche, deren Grundsteinlegung auf das Jahr 1501 datiert wird. Etwas versteckt findet sich das ehemalige Feuerwehr Spritzenhaus von 1949, auf dessen Schlauchturm eine Sirene angebracht ist. Außerhalb des Ortskerns sticht vor allem die Windkraftanlage mit ihrem markanten Gittermast heraus.
Außer dem offiziellen Friedhof ist in Silixen auch noch ein unter Denkmalschutz stehender jüdischer Friedhof zu finden.
Zu den örtlichen Bildungseinrichtungen gehören der in kirchlicher Trägerschaft stehende Kindergarten „Arche“ und die kommunale Grundschule (inkl. Offener Ganztagsschule). Vor der Grundschule findet sich die einzige künstlerisch gestaltete Plastik des Ortes, der Ikarus.
An Sportstätten sind ein Sportplatz sowie eine Tennishalle nebst drei Tennisplätzen unter freiem Himmel vorhanden. Seit der Eingemeindung zur Gemeinde Extertal haben sich die Schulden stringent erhöht und Leistungen wurden zurückgefahren: Das beheizte und absenkbare Hallenbad wurde 2013 aus finanziellen Gründen vorübergehend stillgelegt, der Betrieb der Extertalbahn nach Rinteln über den ebenfalls geschlossene Freibad Bögerhof wurde eingestellt. Das Dorfgasthaus ebenso wie die Diskothek Studio 21 schlossen. Etwas außerhalb des Ortskerns unterhält der Verein „Mini Car Club Silixen“ eine Rennstrecke für ferngesteuerte Buggys.

## Persönlichkeiten
Bekannte Persönlichkeiten des Ortes waren der 1896 geborene Friedrich Winter, Politiker der SPD, Bürgermeister von Silixen, Landrat im Kreis Lippe und Mitglied der Landtage von Lippe und Nordrhein-Westfalen sowie Alfred Hugenberg, der auf einem Gut zwischen Kükenbruch und Silixen lebte und dort auch verstarb.

## Bilder

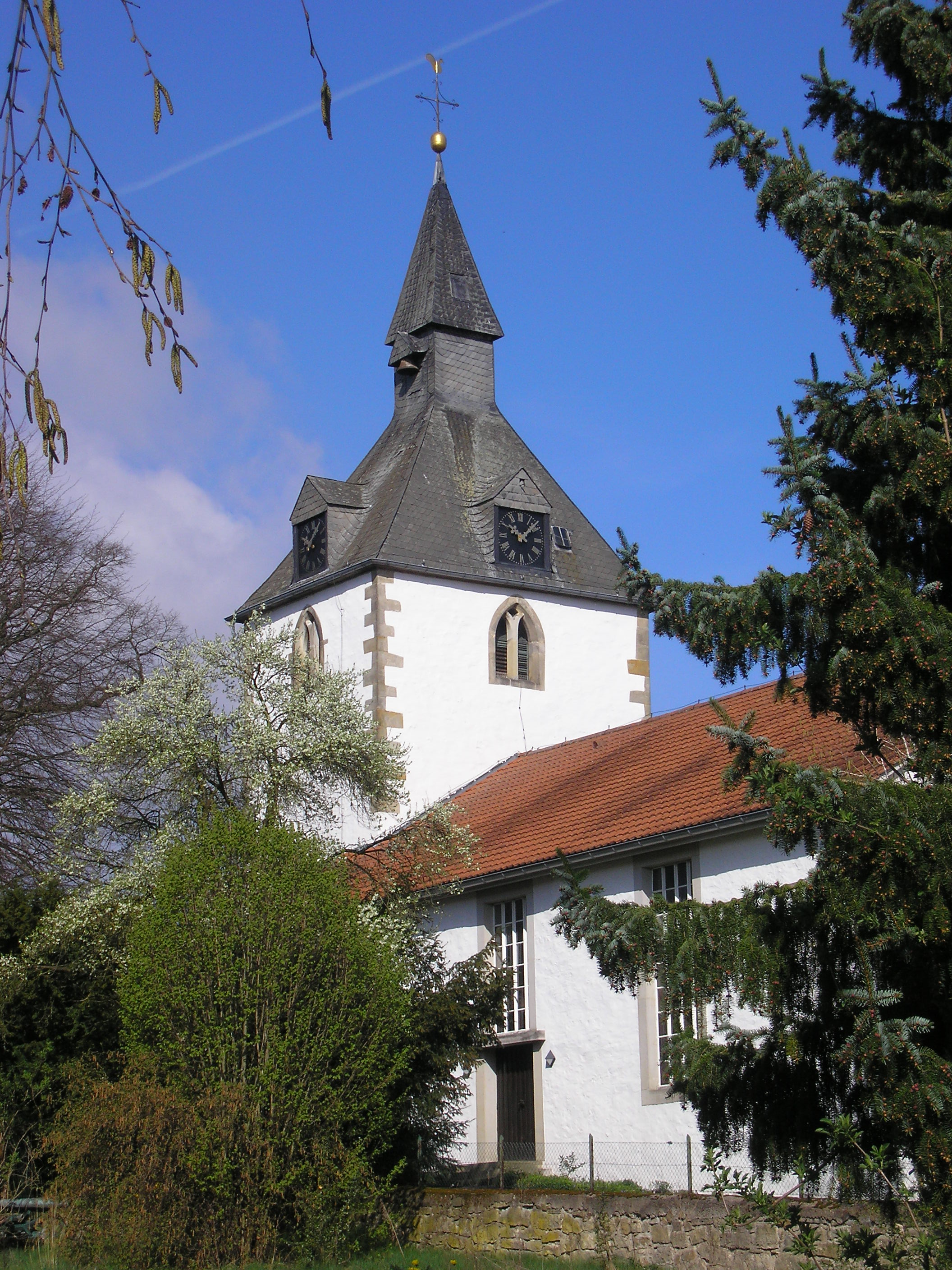
Kirche der evangelisch-reformierten Kirchengemeinde Silixen
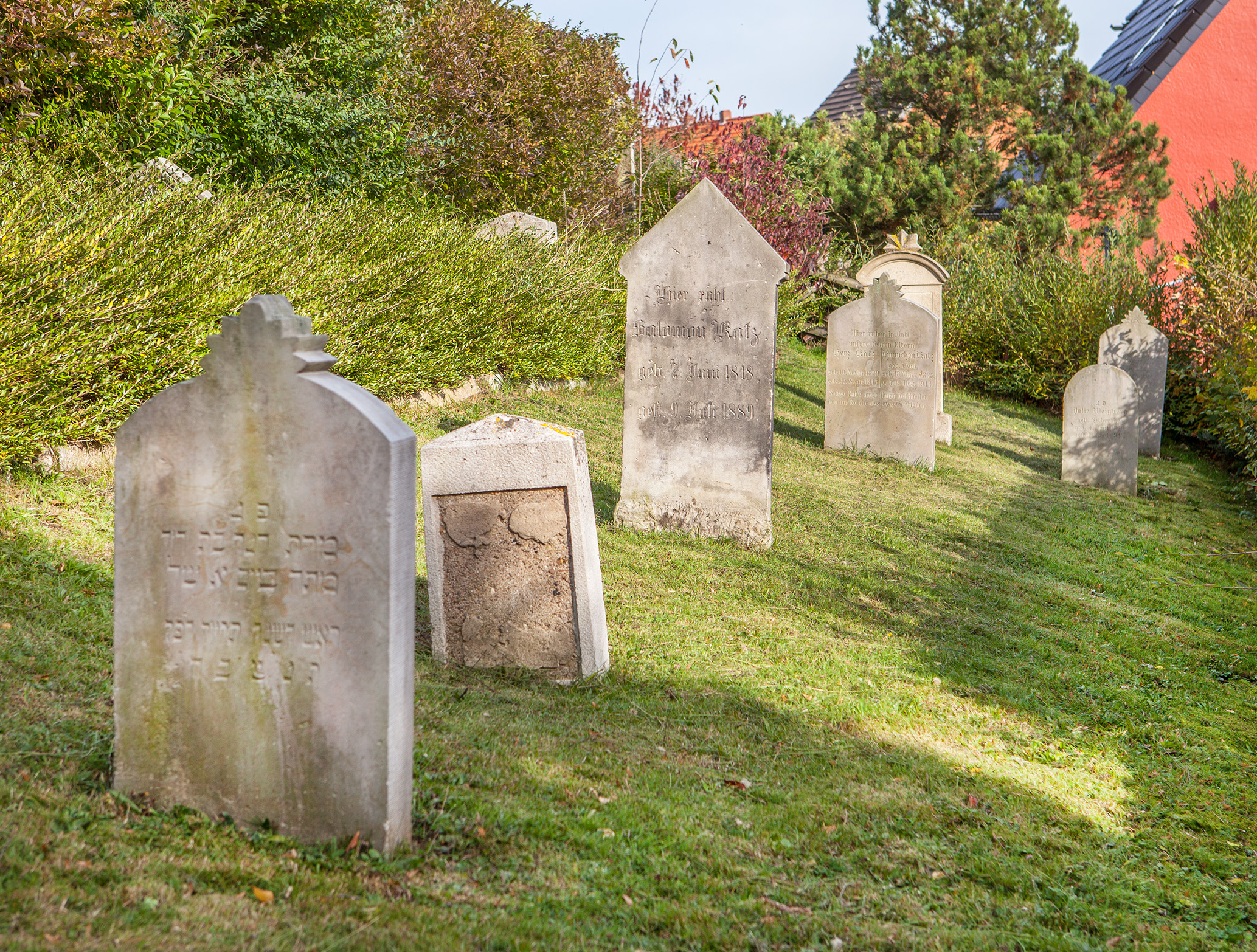
Jüdischer Friedhof
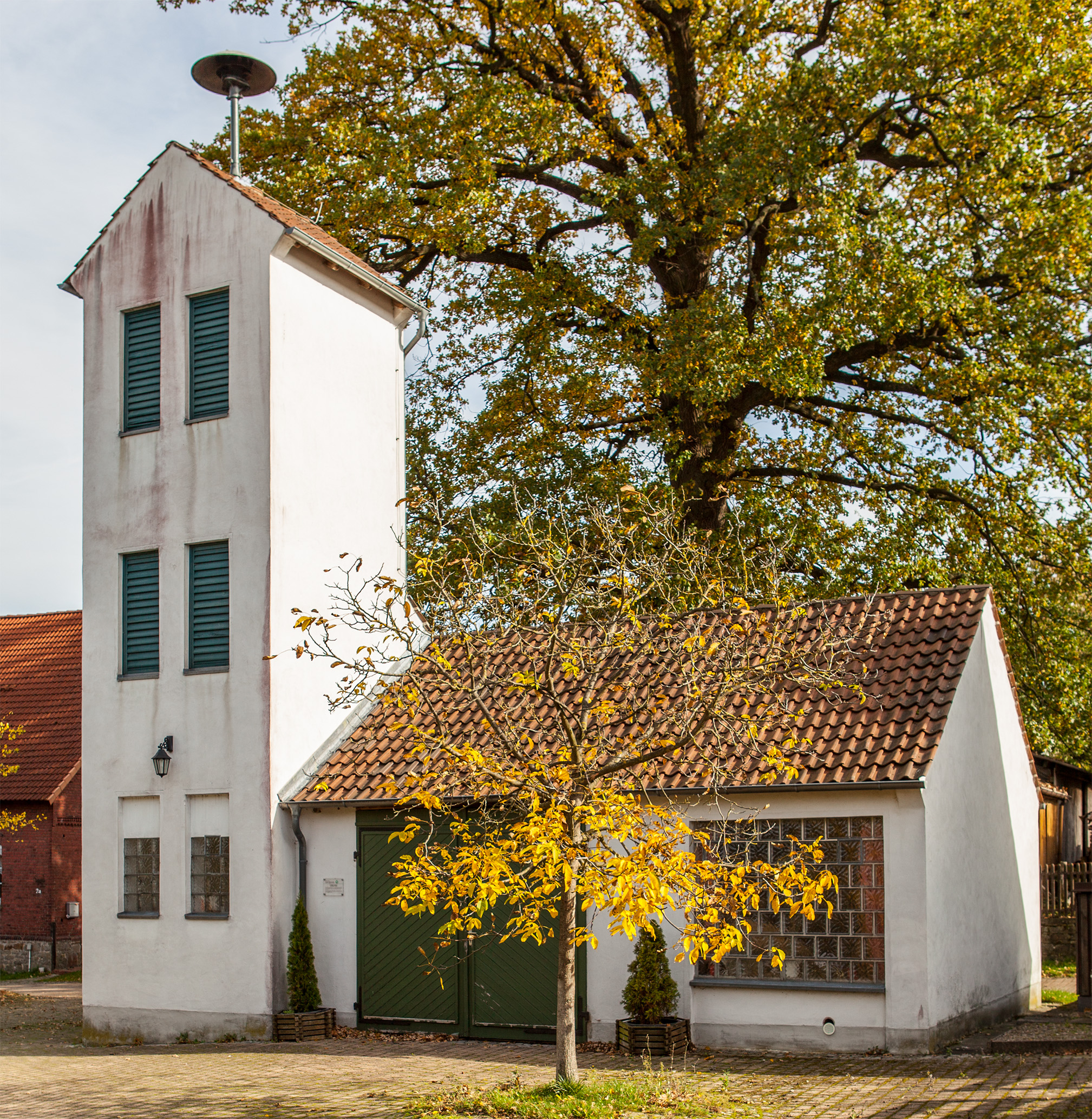
Altes Spritzenhaus
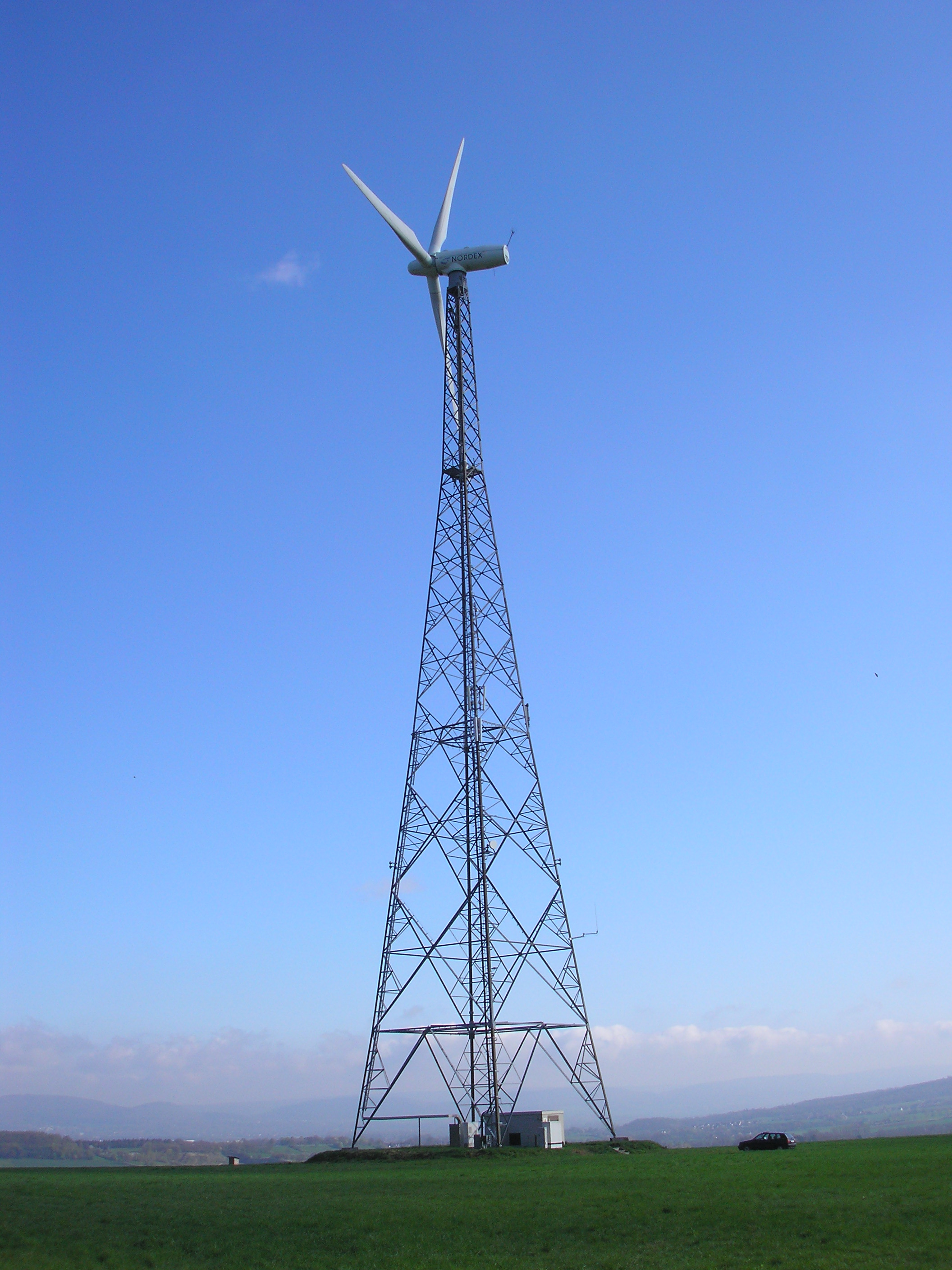
Windrad über dem Dorf